# Antonio Gonzales (calciatore)
Antonio Emiliano Gonzales Canchari (Lima, 16 maggio 1986) è un ex calciatore peruviano, di ruolo centrocampista.

## Palmarès

### Club

#### Competizioni nazionali
- Campionato di Apertura: 1

Universitario: 2008
- Campionato peruviano: 2

Universitario: 2009, 2013